# بيير مارتن
بيير مارتن (بالفرنسية: Pierre Martin)‏ (27 سبتمبر 1943 - 11 يوليو 2023)، هو سياسي فرنسي. حزبياً، نشط في التجمع من أجل الجمهورية والاتحاد من أجل حركة شعبية. وقد انتخب رئيس بلدية ‏ Hallencourt ‏ (18 مارس 2001 – 1 مارس 2014) وانتخب عضو مجلس الشيوخ الفرنسي.